# 科茲洛杜伊島
科茲洛杜伊島是保加利亞的島嶼，位於該國北部科茲洛杜伊附近的多瑙河道上，毗鄰與羅馬尼亞接壤的邊境，長7.5公里、寬1.6公里，面積6.1平方公里。
43°47′34″N 23°43′48″E / 43.7927777778°N 23.73°E